# 气舞蛛
气舞蛛（学名：Alopecosa auripilosa）为狼蛛科舞蛛属的动物。分布于俄罗斯、朝鲜以及中国大陆的黑龙江等地。